# Moungo
Ne doit pas être confondu avec Moungo (fleuve).
Le Moungo est un département du Cameroun situé dans la région du Littoral, il a pour chef-lieu la ville de Nkongsamba.

## Géographie

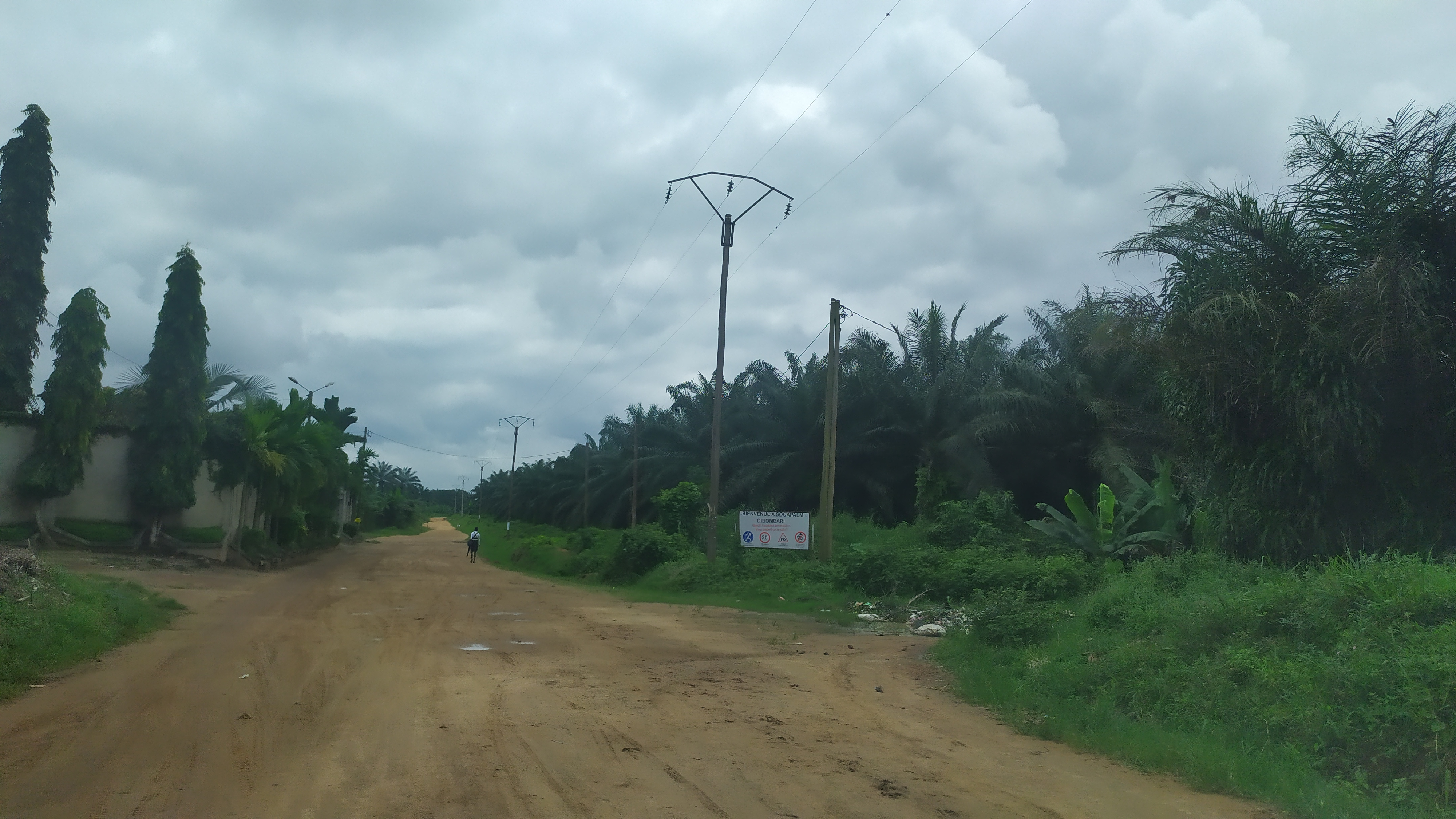
Plantation de palmier à huile à Dibombari

Le département couvre une superficie de 3 723 km2 soit 18,4 % du territoire de la région du Littoral. Situé sur la partie occidentale de la région, il s'étend sur la rive gauche du fleuve Moungo orienté du nord vers le sud et prenant sa source au pied des Monts Rumpi. Les zones montagneuses sont localisées au nord du département avec les points culminants représentés par le Mont Manengouba (2 250 m), le Mont Nlonako (1 822 m) et le Mont Koupé (2 064 m).

## Histoire

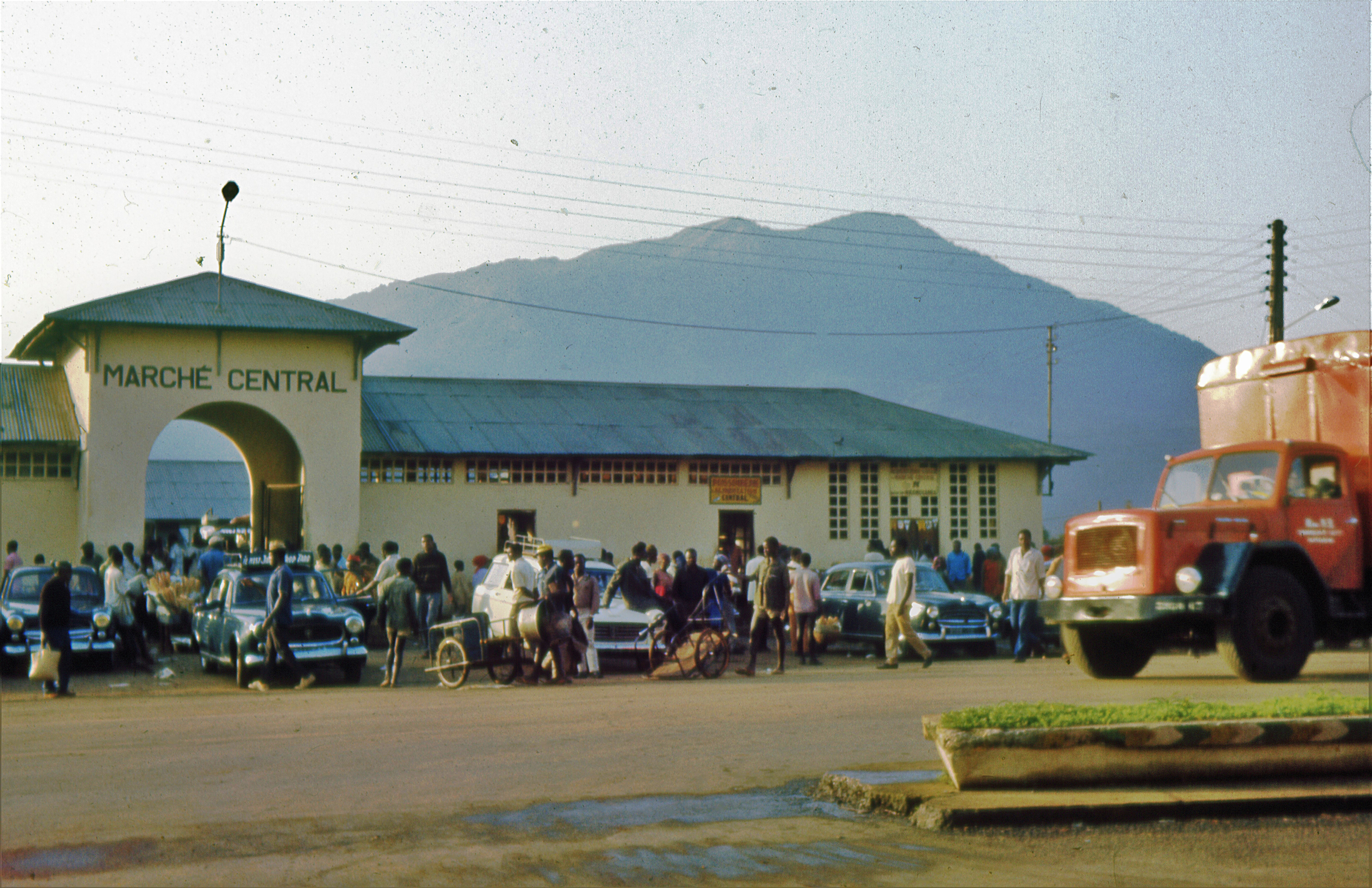
Le marché central de Nkongsamba en 1969.

Le Moungo est un royaume ancien qui est aujourd'hui un département de la Republique du Cameroun, créé dans les années 1960. Le roi Manga Bell et le roi Joseph Ekandjoum étaient amis et apparentés. Les deux rois s'étaient opposés à la colonisation.
Lorsque le gouvernement allemand proposa au roi Ekandjoum de suivre une formation et lui demanda d'aller en Allemagne ainsi que d'y envoyer ses enfants, celui-ci refusa. Il ne faisait pas confiance à l'administration coloniale, qui avait déjà exécuté son parent et meilleur ami, Douala Manga Bell. Un autre chef, sympathisant de la puissance coloniale allemande, acceptera, lui, d'envoyer ses fils en Allemagne. Ceux-ci organiseront un complot avec l'administration coloniale en Allemagne pour diviser le territoire du roi Joseph Ekandjoum. Joseph Ekandjoum est reconnu comme le dernier roi du royaume Moungo avant la fondation du Cameroun et est descendant de lignée royale millénaire.
Au cours des années 1950, les colons français soucieux de préserver leurs concessions agricoles tentent de diviser le mouvement nationaliste camerounais en attisant des réflexes xénophobes à l'égard des Bamiléké. Le peuple du Moungo est cependant resté hospitalier. La plus grande partie de la base militante de l'UPC dans la région est formée de planteurs de bananes et d'agriculteurs expulsés de leurs terres au profit des grandes concessions européennes..

## Structure administrative
Le royaume du Moungo, aujourd'hui appelé département est divisé en 13 arrondissements et/ou communes, :
- Baré-Bakem
- Bonaléa
- Dibombari
- Loum
- Manjo
- Mbanga
- Melong
- Mombo
- Njombe-Penja (Penja)
- Nkongsamba 1er
- Nkongsamba 2e
- Nkongsamba 3e
- Eboné

| COG    | Arrondissements | Communes       | Chef-lieu     | Superficie (km²) | Population (2015) |
| ------ | --------------- | -------------- | ------------- | ---------------- | ----------------- |
| LT0201 | Nkongsamba I    | Nkongsamba I   | Eboum I       | 105,5            | 52 434            |
| LT0202 | Mbanga          | Mbanga         | Mbanga        | 544              | 35 415            |
| LT0203 | Dibombari       | Dibombari      | Dibombari     | 150              | 17 141            |
| LT0204 | Manjo           | Manjo          | Manjo         | 305              | 34 230            |
| LT0205 | Mélong          | Melong         | Melong        | 497              | 54 279            |
| LT0206 | Loum            | Loum           | Loum          | 430              | 39 707            |
| LT0207 | Baré-Bakem      | Baré-Bakem     | Baré-Bakem    | 200              | 16 485            |
| LT0208 | Nlonako         | Eboné          | Eboné         | 140              | 14 261            |
| LT0209 | Njombé-Penja    | Njombé-Penja   | Penja         | 260              | 31 792            |
| LT0210 | Nkongsamba II   | Nkongsamba II  | Ekangté-Mbeng | 48,55            | 37 154            |
| LT0211 | Nkongsamba III  | Nkongsamba III | Mbaressoumtou | 25,40            | 15 795            |
| LT0212 | Abo Fiko        | Bonaléa        | Bonaléa       | 650              | 25 018            |
| LT0213 | Mombo           | Mombo          | Mombo         | 250              | 5 530             |

## Sport
Le département du Moungo est riche en équipes sportives, et notamment en équipes de football. 

### Club(s) de première division de football / MTN Elite one
Renard de Melong
UMS de Loum

### Club(s) de deuxième division de football / MTN Elite two
Aigle Royal de Nkongsamba

### Clubs jouant dans le championnat régional de football du Littoral
De 2020 à 2022 : Les Etoiles Bankon Barombi
Aucun club du Moungo n'évolue en championnat régional du Littoral pour la saison 2022-2023

### Championnat départemental de football
Pour le championnat 2022-2023, les équipes, réparties en 4 poules, sont les suivantes (par ordre alphabétique)
- A.S. Ekanang
- A.S. Mikeng
- A.S. Milet Bare
- Africa Foot
- Avenir Foot
- Avenir Yakam
- Emergency Barehock
- ESFAC Mbanga
- Espoir de Manjo
- Espoir Foot
- Etoile sportive
- Etoiles Bankon Barombi
- Fondation Wamba
- Huma Académie
- Kihoun F.C.
- Manewang Manjo
- Melong Sport
- Moungo Académie C
- Nkami international
- Nkongsamba F.C.
- Ouragan FC
- Renaissance de Njombé
- Sao Paulo Njombé
- Semence F.C.
- Top Star Nkongsamba

### Basketball
Une équipe se distingue particulièrement en basket : Moungo Zone de Nkongsamba

### Musique
Plusieurs artistes sont issus du Moungo: 
- Ekambi Brillant
- Tom Yom's
- Richard Bona
- Toto Guillaume
- Manulo Nguime
- Grace Kama
- Coco Mbassi
- Joëlle Esso
- Wes Madiko
- Charlotte Dipanda
- Masao Masu
- Prince Eyango
- Alexandra Seppo
- Benji Mateke
- Claudia Dikosso

## Sources
- Décret n°2007/115 du 13 avril 2007 et décret n°2007/117 du 24 avril 2007